# Blanzy
Blanzy ist eine französische Gemeinde mit 5983 Einwohnern (Stand: 1. Januar 2022) im Département Saône-et-Loire in der Region Bourgogne-Franche-Comté. Die Gemeinde gehört zum Arrondissement Autun und zum Kanton Blanzy. Die Einwohner werden Blanzynois(es) genannt.

## Geographie
Blanzy liegt am Fluss Bourbince und am Canal du Centre. Der hier einmündende Nebenfluss Sorme ist zum See Étang de la Sorme aufgestaute, der zum Teil auf dem Gemeindegebiet liegt. Blanzy wird umgeben von den Nachbargemeinden Les Bizots im Norden, Saint-Eusèbe und Marigny im Osten, Gourdon im Süden, Saint-Vallier im Südwesten, Montceau-les-Mines und Saint-Berain-sous-Sanvignes im Westen sowie Charmoy im Nordwesten.

## Geschichte
Von archäologischem bzw. anthropologischem Interesse ist der Ort als Fundplatz von Neandertalern und Cro-Magnon-Mensch.
Als gallorömische Siedlung trägt der Ort den Namen Blandiacus. Im achten Jahrhundert sollen die Araber bis hierher vorgedrungen sein.

## Bevölkerungsentwicklung
| 1962                       | 1968 | 1975 | 1982 | 1990 | 1999 | 2006 | 2011 | 2019 |
| -------------------------- | ---- | ---- | ---- | ---- | ---- | ---- | ---- | ---- |
| 4555                       | 4470 | 4975 | 6739 | 7642 | 7070 | 6809 | 6557 | 6060 |
| Quellen: Cassini und INSEE |      |      |      |      |      |      |      |      |

## Wirtschaft und Infrastruktur
Bis zum Jahr 2000 wurde in Blanzy Steinkohle gefördert. Größter Industriebetrieb ist heute das Werk des Reifenherstellers Michelin, der dort Spezialreifen für Militärfahrzeuge und die Landwirtschaft produziert.

### Verkehr
Durch die Gemeinde führen die Route nationale 70 und die Bahnstrecke Le Coteau–Montchanin.

## Kultur und Sehenswürdigkeiten

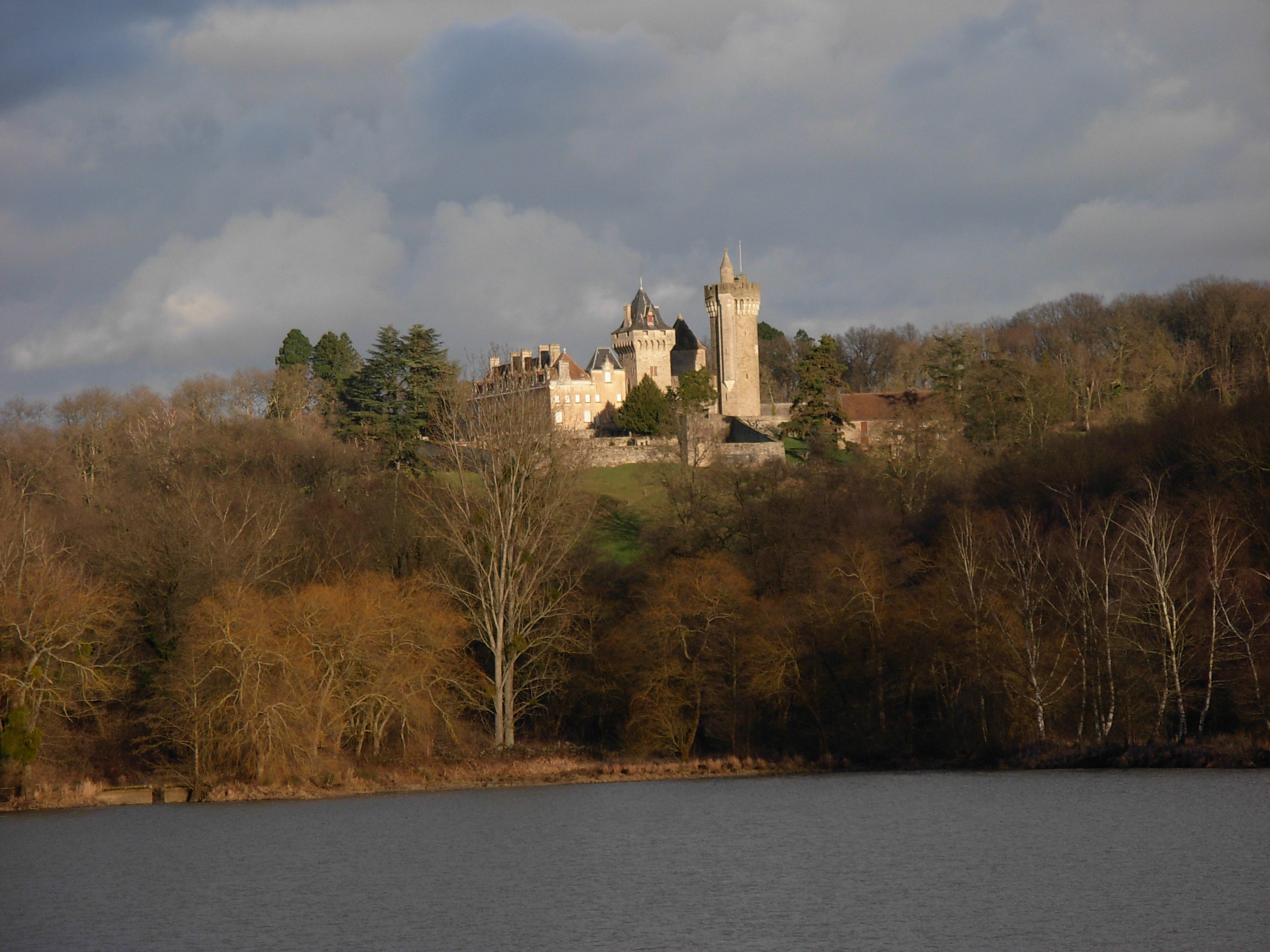
Château du Plessis

- Château du Plessis, im 13. Jahrhundert errichtetes Schloss, mit Restaurierungen und Wiederaufbau von Teilen im 18. und 19. Jahrhundert
- Bergwerksmuseum  Musée de la Mine de Blanzy

## Gemeindepartnerschaften
Eine Partnerschaft besteht mit der deutschen Gemeinde Hettenleidelheim in Rheinland-Pfalz seit 1978.

## Persönlichkeiten
- Louis-Marie Michon (1802–1866), Chirurg
- Gérard Dessertenne (1950–2016), Radrennfahrer
- Jean-Paul Fouchécourt (* 1958), Tenor